# Oxilipina

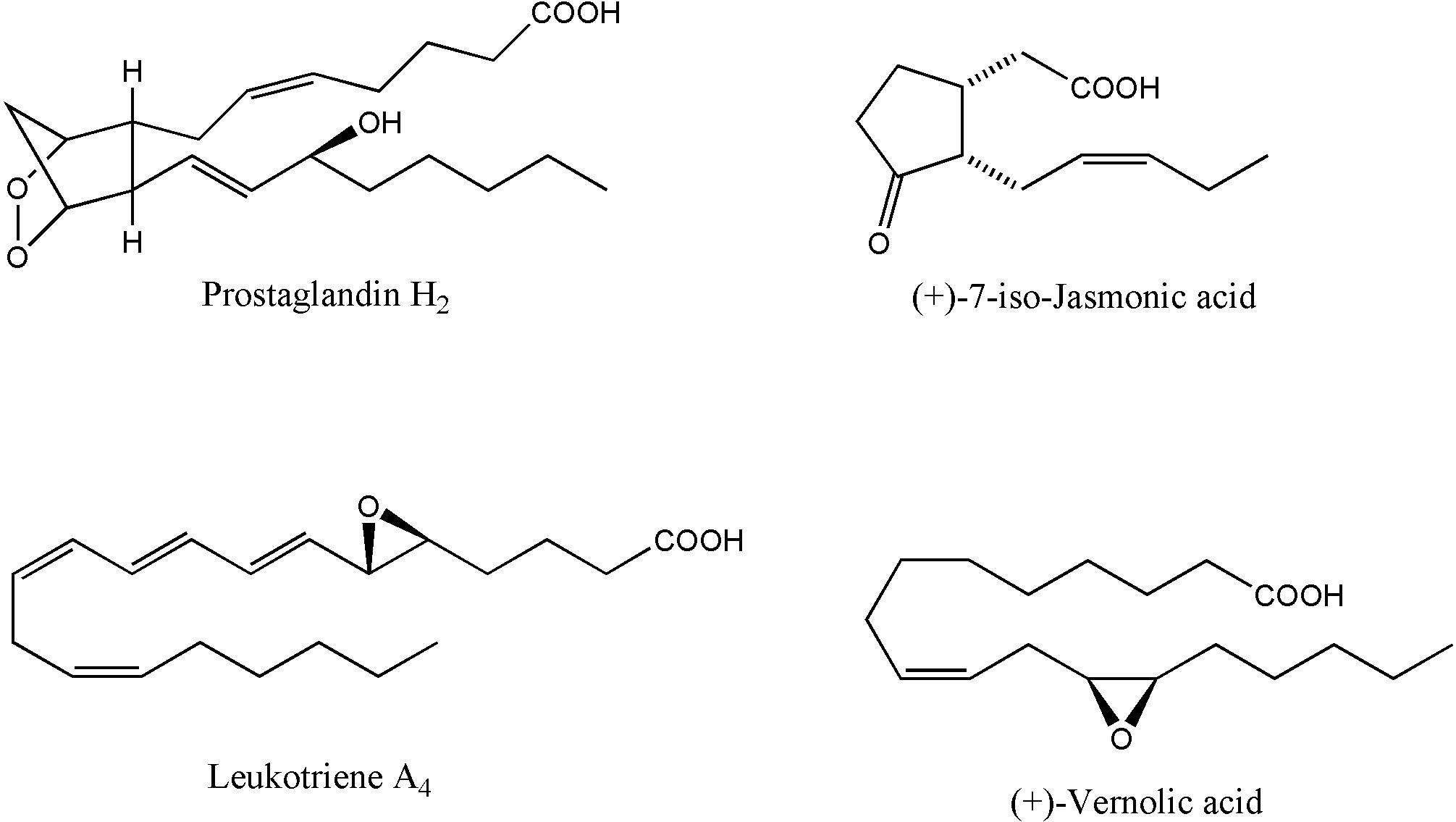
Ejemplo de Oxilipina.

Las oxilipinas regulan respuestas vegetales, fundamentalmente aquellas debidas a estrés por ataques patógenos o pesticidas. Forman parte del sistema inmune de la planta. Además pueden intervenir en la maduración del fruto y el polen, en la germinación de la semilla o en el crecimiento de la raíz.
Los oxilipinas son compuestos derivados de ácidos grasos libres, sobre todo de ácido linoleico y ácido linolénico. El paso fundamental para su biosíntesis consiste en la oxidación del ácido graso por oxigenación en posición 9 o 13 por medio de unas enzimas, las lipooxigenasas (LOX). Se forma un intermediario que podrá seguir 6 rutas para formar las distintas oxilipinas conocidas hasta el momento. El grupo más importante lo conforman los jasmonatos.